# Konrad Lorenz
Konrad Lorenz (7. november 1903 i Wien – 27. februar 1989 i Wien) var en østrigsk adfærdsforsker, psykolog og filosof. Han var forfatter til bl.a. "det såkaldte Onde". Han fokuserede meget tidligt på fænomenet om menneskets iboende og naturlige evne til at foretage sig både "gode" og "onde" handlinger, når de "rigtige" betingelser er til stede.
Han argumenterede dermed for, at mennesket faktisk ikke med rimelighed kan betegnes som hverken godt eller ondt, men slet og ret som menneske.
Konrad Lorenz modtog Nobelprisen i fysiologi eller medicin i 1973.